# Primula muscoides
Primula muscoides là một loài thực vật có hoa trong họ Anh thảo. Loài này được Hook. f. ex Watt miêu tả khoa học đầu tiên năm 1882.